# Lý Thái Tông

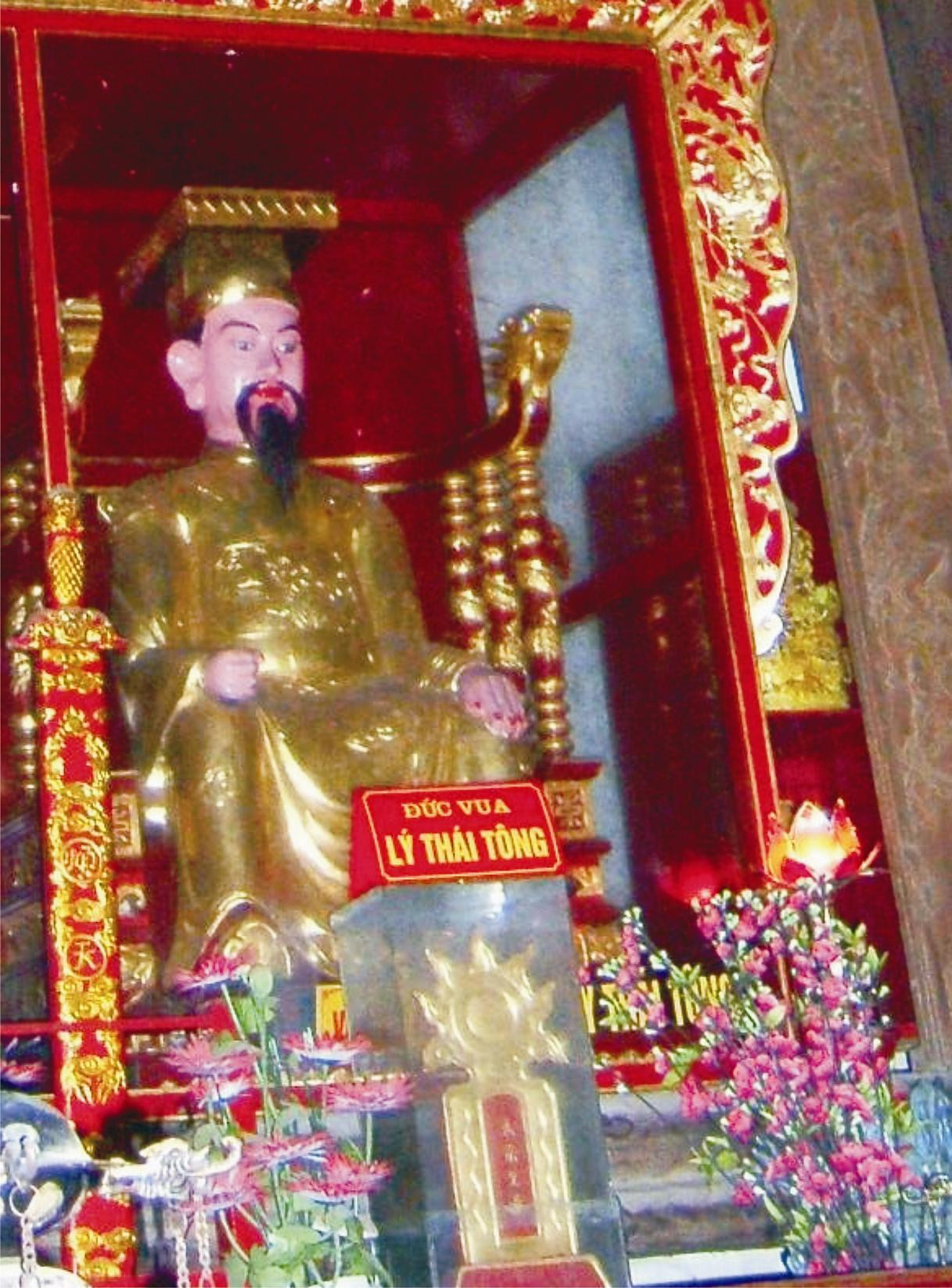
En modell föreställande Lý Thái Tông

Lý Thái Tông (李太宗), ursprungligt namn Ly Phat Ma (李佛瑪) var Vietnams härskare 1028 till 1054. Efter sin fars död lyckades han besegra sina yngre bröder som försökte mörda honom för att själva ta makten. För att förhindra liknande incidenter i framtiden infördes en speciell ceremoni där alla mandariner var tvungna att uppsöka ett tempel utanför Hanoi och uttala en ed om lojalitet mot kungen. Detta ledde till att det inte blev liknande incidenter efter hans egen död. 
Lý Thái Tông var en duglig militär och slog ner flera uppror startade av minoritetsfolk som var missnöjda med de styrande i Hanoi. Han ledde även ett lyckat fälttåg mot Champa för att stoppa deras piraträder mot norra Vietnams kustområden där kungen av Champa dödades och omfattande plundring förde hem omfattande rikedomar som ledde till en skattereduktion.
Han efterträddes av sin son Lý Thánh Tông strax innan sin död.